# Cynthia Spencer
Cynthia Elinor Beatrix Spencer, z domu Hamilton DCVO, OBE (ur. 16 sierpnia 1897, zm. 4 grudnia 1972 w Althorp) – brytyjska arystokratka, córka Jamesa Hamiltona, 3. księcia Abercorn, i lady Rosalind Bingham, córki 4. hrabiego Lucan.
26 lutego 1919 w St. James's w Londynie poślubiła Alberta Spencera, wicehrabiego Althorp (23 maja 1892 - 9 czerwca 1975), syna Charlesa Spencera, 6. hrabiego Spencer, i Margaret Baring, córki 1. barona Revelstoke. Mieli syna i córkę:
- Anne Spencer (ur. 4 sierpnia 1920 - 24 lutego 2020), żona kapitana Christophera Wake-Walkera;
- Edward John Spencer (24 stycznia 1924 – 29 marca 1992), 8. hrabia Spencer.

W 1922 zmarł ojciec Alberta, który odziedziczył wówczas jego tytuł parowski. Cynthia był odtąd tytułowana hrabiną Spencer. W latach 1937–1972 była Lady of the Bedchamber królowej Elżbiety Bowes-Lyon. W 1943 została oficerem Orderu Imperium Brytyjskiego, a w 1953 została damą Krzyża Komandorskiego Królewskiego Orderu Wiktoriańskiego.
Zmarła w 1972 z powodu guza mózgu. Była mało znana poza środowiskiem dworu królewskiego, aż do czasu, kiedy biograf jej wnuczki, księżnej Diany, Andrew Morton napisał, że Diana „uważała, że jej babka opiekuje się nią z zaświatów”.